# البطولات الفرنسية 1956 (كرة مضرب)
قائمة البطولات الفرنسية لعام 1956 (المعروفة الآن باسم دورة رولان غاروس) :

## الكبار

### فردي رجال
لويس هود هزم  سفين دافيدسون، النتيجة:6-4 8-6 6-3

### فردي سيدات
ألثيا جيبسون هزمت  أنجيلا مورتايمر، النتيجة:6-0 12-10